# Hospital El Pino
El Hospital El Pino es un recinto hospitalario público de alta complejidad, que forma parte de la red asistencial del Servicio de Salud Metropolitano Sur, ubicado en la comuna de San Bernardo, Santiago, Chile. 

## Historia
Fue fundado en los años 1940 como un centro de reposo para pacientes tuberculosos en unas antiguas casas del fundo El Pino, con 120 camas. En 1947 fue denominado como Sanatorio El Pino, y en 1952 como Hospital Sanatorio El Pino.
Debido al avance en el tratamiento de la tuberculosis, el recinto comenzó a preocuparse de otras especialidades, y en 1971 se habilitó un consultorio abierto. En 1974 pasó a depender del Área de Salud Sur, y en 1985 se inauguraron los servicios de medicina y cirugía.
A partir del año 2023 cuenta con una estación de Metro de la línea 2, la cual fue inaugurado el 27 de noviembre del mismo año.